# Getxo Jazz
Getxo Jazz från 2000 är ett livealbum med Magnus Lindgren Quartet. Albumet spelades in under den 24:e Getxo International Jazz Festival i Spanien 2000.

## Låtlista
Alla låtar är skrivna av Magnus Lindgren om inget annat anges.
1. Jerusalem Blues – 7:21
2. Moonlight Lemonade – 6:33
3. Polka Dots and Moonbeams (Jimmy Van Heusen/Johnny Burke) – 5:15
4. Wheels – 9:21
5. Jo vull que m'acariciis (Isaac Turienzo) – 4:53
6. It Can Never Go Wrong – 10:47
7. Village – 6:54

## Medverkande
- Magnus Lindgren – saxofon, flöjt
- Mathias Algotsson – piano
- Fredrik Jonsson – bas
- Jonas Holgersson – trummor